# Kajana, Surinam
Kajana este un oraș din districtul Sipaliwini, Surinam. Are aproximativ 200 de locuitori. În oraș se află o pistă de aterizare, un dispensar, postul de radio Radio Thijs, o grădiniță și o școală primară.